# Vinessa Antoine
Vinessa Antoine (nascida em 21 de julho de 1983) é uma atriz de televisão canadense. Ela é mais conhecida por seus papéis como Judith Winters na comédia dramática da CBC, Being Erica; Jordan Ashford, do General Hospital da novela ABC; e Marcie Diggs no drama da CBC, Diggstown.

## Início da vida
Nascida em Toronto, Ontário, Antoine cresceu com o irmão mais novo e os pais nos subúrbios de Toronto. Ela começou a estudar balé clássico aos 4 anos. Aos 18 anos, ela estudou por três anos com o Alvin Ailey American Dance Theatre. Ela também fez turnê com P. Diddy por seis meses. Em seu último ano em Ailey, Antoine decidiu focar seus estudos em atuação.

## Carreira
Antoine é mais conhecida por seus papéis na televisão canadense. Ela foi um membro regular do elenco da série da CBC Being Erica de 2009 a 2011 como Judith Winters. Ela também teve papéis recorrentes em Haven e Heartland. Em 2014, Antoine se juntou ao elenco da novela diurna da ABC, General Hospital como Jordan Ashford. Em 16 de julho de 2018, Antoine anunciou que estava deixando o General Hospital.

## Vida pessoal
Antoine é mãe de dois meninos e mora em Los Angeles, Califórnia.

## Filmografia
| Ano     | Título                        | Papel                | Notas                               |
| ------- | ----------------------------- | -------------------- | ----------------------------------- |
| 1996    | Love Taps                     |                      | Filme curto                         |
| 1997    | Annie O                       | Jovem fã             | Filme para televisão                |
| 1999    | Picture This                  | Subletter            |                                     |
| 2001-02 | Soul Food                     | Monica               | Papel recorrente, 3 episódios       |
| 2007    | The Unit                      | Filha Tribal         | Episódio: "The Outsiders"           |
| 2008    | ReGenesis                     | Jamila Thompson      | Episódio: "Bloodless"               |
| 2008–14 | Heartland                     | Nicole               | Papel recorrente, 7 episódios       |
| 2009-11 | Being Erica                   | Judith Winter        | Série regular, 40 episódios         |
| 2011    | Haven                         | Evidência 'Evi' Ryan | Papel recorrente, 9 episódios       |
| 2014–18 | General Hospital              | Jordan Ashford       | Série regular                       |
| 2014    | A Day Late and a Dollar Short | Donetta              | Filme para televisão                |
| 2018    | NCIS                          | Sarah Willis         | Episódio: "Keep Your Friends Close" |
| 2019    | Diggstown                     | Marcie Diggs         | Líder da série                      |